# Малчоу, Томас
Томас Эндрю Малчоу (англ. Thomas Andrew Malchow; род. 30 января 1977 года, Сент-Пол, Миннесота, США) — американский пловец, олимпийский чемпион и в прошлом обладатель рекорда мира в плавании на 200 баттерфляем.
Малчоу учился в академии Сент-Томас в Миннесоте, а затем в Мичиганском университете, где занимался плаванием.
Дебютировал в составе сборной страны на Панамериканских играх 1995 году, где выиграл серебряную медаль в плавании на 200 баттерфляем. В следующем году он участвовал в Олимпийских играх 1996 году в Атланте и завоевал серебряную медаль. Четыре года спустя на Олимпийских играх 2000 года в Сиднее он уже завоевал золотую медаль в плавании на 200 баттерфляем. В финале Том опередил чемпиона мира 1998 года на этой дистанции украинца Дениса Силантьева. В этом же году Малчоу установил мировой рекорд на 200-метровой дистанции.
Малчоу был также капитаном сборной США по плаванию на Олимпийских играх 2004 года.